# Locomotive SFAI 1408-1411
Le locomotive 1408 ÷ 1411 delle Strade Ferrate dell'Alta Italia erano una serie di locotender di rodiggio C, realizzate nel 1870-71 dalla trasformazione di due coppie di "Mastodonti dei Giovi", in origine di rodiggio B.
Scopo della trasformazione era di uniformare le prestazioni a quelle dei "nuovi mastodonti" costruiti nel 1861-62.
Le locomotive, originariamente locotender doppie, permanentemente accoppiate lato cabina, furono da allora utilizzate come locomotive singole, sostituite nei servizi più pesanti dalle nuove locomotive di tipo "Bourbonnais".
Nel 1885, con la creazione delle grandi reti nazionali, le macchine passarono alla Rete Mediterranea, dove presero i numeri da 5201 a 5204.
Nel 1905, all'atto della statalizzazione delle ferrovie, esistevano ancora le unità 5201 e 5203, che furono classificate nel gruppo 823, con numeri 8231 e 8232; due anni dopo furono riclassificate nel gruppo 815, con numeri 8151 e 8152, e infine radiate nel 1911-12.